# Далинхъ
Далинхъ (на китайски: 大凌河; на пинин: Dàlíng Hé) е река в Северен Китай, в провинция Ляонин, вливаща се в Ляодунския залив на Жълто море. Дължината ѝ е 375 (435) km, площта на водосборния ѝ басейн – 23 837 km² (по други данни: 460 km, около 30 000 km²). Река Далинхъ води началото си на 676 m н.в. от южната част на хребета Сунлиншан (в източната част на планината Жъхъ). В горното и средно течение тече на североизток и изток в сравнително тясна и дълбока планинска долина. В района на град Иджоу завива на югоизток и до устието си протича през южната част на Ляохъската равнина. Влива се в Ляодунския залив на Жълто море, западно от делтата на река Ляохъ. Има ясно изразено лятно пълноводие, по време на което е плавателна за плитко газещи речни съдове. В горното ѝ течение са изградени три язовира, които регулират оттока ѝ, а водите им се използват за напояване, водоснабдяване и производство на електроенергия. Долината на Далинхъ е гъсто населена, като най-големите селища са градовете Дзянчан, Дачендзи, Чаоян, Иджоу, Исян.